# World (D:Ream)
World è il secondo ed ultimo album in studio del gruppo musicale britannico D:Ream, pubblicato il 10 agosto 1995 dalla Magnet Records.

## Tracce
1. The Power (Of All the Love in the World) featuring T.J. Davis - 4:55 (Peter Cunnah)
2. Shoot Me with Your Love - 4:12 (Peter Cunnah/Tim Hegarty)
3. You've Saved My World - 5:09 (Peter Cunnah/Al Mackenzie)
4. The Miracle - 4:20 (Peter Cunnah)
5. Call Me - 5:22 (Peter Cunnah)
6. Enough Is Enough - 4:43 (Peter Cunnah)
7. You Can't Tell Me You Cannot Buy Me Love - 4:59 (Peter Cunnah)
8. Party Up the World - 4:43 (Peter Cunnah/Peer)
9. Hold Me Now - 4:53 (Peter Cunnah/Jamie Petrie)
10. Heart of Gold - 5:37 (Peter Cunnah)

## Formazione
Musicisti
- Peter Cunnah – voce, strumentazione, programmazione con Notator Logic
- TJ Davis – voce (traccia 1), cori (tracce 2-10)
- Derek Chai – cori (tracce 1, 2, 3, 8 e 9), basso aggiuntivo (tracce 3 e 10), chitarra aggiuntiva (traccia 8)
- Nicole Patterson – cori (tracce 1, 2, 3, 8, 9 e 10)
- Jools Holland – pianoforte (traccia 2)
- James Mack – percussioni aggiuntive LP e piatto Zildjian (tracce 2, 3 e 10)
- Simon Ellis – tastiera aggiuntiva (tracce 3 e 10)
- Mark Roberts – batteria aggiuntiva (traccia 3)
- Nick Beggs – basso, chapman stick (traccia 9)
- Simon Bates – sintetizzatore Yamaha wind synth (traccia 9)

Produzione
- D:Ream, Tom Frederikse – produzione
- Mike Diver – fotografia e manipolazione digitale
- Blue Source – copertina